# Viktor Villner
Karl Viktor Villner, född 8 oktober 1849 i Lekeryds församling, Jönköpings län, död 20 december 1936 i Torpa församling, Östergötlands län, var en svensk präst.

## Biografi
Viktor Villner föddes 1849 i Lekeryds församling. Han var son till hemmansägaren Peter Larsson och Maja Elisabet Johannesdotter. Villner blev 1870 student vid Uppsala universitet och avlade 15 december 1871 teoretisk teologisk examen, samt 27 maj 1872 praktisk teologisk examen. Han prästvigdes 12 juli 1872 och blev 26 oktober 1874 komminister i Eksjö landsförsamling, tillträde 1876. Den 8 december 1883 avlade han pastoralexamen och blev 29 april 1886 regementspastor vid Smålands grenadjärkår. Villner blev 12 december 1891 kyrkoherde i Torpa församling, tillträde 1894 och var från 1903 till 1904 folkskoleinspektör. Från 12 december 1917 till 1925 var han kontraktsprost i Ydre kontrakt. Villner avled 1936 i Torpa församling.

## Familj
Villner gifte sig 28 december 1880 med Adolfina Fredrika Sofia Almqvist (1860–1916). Hon var dotter till kaptenen Johan Ludvig Vilhelm Almqvist och Eva Charlotta Printzen. De fick tillsammans barnen kamreren Viktor Villner (född 1882) på Hässleby sanatorium (far till Sven Villner), redaktören Anna Lotten Villner (född 1884) i Stockholm, Ernst Vilhelm Villner (1890–1900), kontoristen Alf Folke Hilding Villner (född 1896) och ingenjören Kaj Yngve Villner (1897–1929).